# Tarenna compactiflora
Tarenna compactiflora är en måreväxtart som först beskrevs av Wilhelm Sulpiz Kurz, och fick sitt nu gällande namn av Cornelis Eliza Bertus Bremekamp. Tarenna compactiflora ingår i släktet Tarenna och familjen måreväxter.
Artens utbredningsområde är Burma. Inga underarter finns listade i Catalogue of Life.